# Người Catalunya
Người Catalunya (tiếng Catalunya, tiếng Pháp và tiếng Occitan: catalans; tiếng Tây Ban Nha: catalanes) là một dân tộc Rôman được hình thành bởi những người từ, hoặc có nguồn gốc ở, Catalonia hoặc các quốc gia Catalan, những người cũng dân tộc ở đông bắc Tây Ban Nha. Người dân ở vùng lân cận của miền nam nước Pháp (được biết đến ở Catalonia, giống Catalunya Nord và Pháp như Pays Catalan) được đưa vào định nghĩa này.
Tiếng Catala là một Ngôn ngữ Rôman. Đây là ngôn ngữ gần nhất với tiếng Occitan, và nó có nhiều điểm chung với ngôn ngữ Rôman khác như tiếng Tây Ban Nha, tiếng Pháp, tiếng Bồ Đào Nha, và tiếng Aragon. Có một số loại ngôn ngữ được coi là ngôn ngữ Catalan tiếng địa phương của tiếng Catalan, trong đó nhóm phương ngữ với nhiều người nói, tiếng Trung Catalan.
Tổng số người nói tiếng Catalan là trên 9,8 triệu (2011), với 5,9 triệu người cư ngụ ở Catalonia. Hơn một nửa trong số họ nói tiếng Catalan như một ngôn ngữ thứ hai, với người bản ngữ là khoảng 4,4 triệu trong số đó (hơn 2,8 ở Catalonia).
Có rất ít Người Catalunya chỉ nói một thứ tiếng; Về cơ bản, hầu như tất cả những người nói tiếng Catala ở Tây Ban Nha đều là những người nói cả hai thứ tiếng Catala và tiếng Tây Ban Nha, với số lượng lớn người nói tiếng Tây Ban Nha chỉ có nguồn gốc di dân (thường sinh bên ngoài Catalonia hoặc với cả cha mẹ sinh ra bên ngoài Catalonia) hiện có ở các khu đô thị lớn Catala. Trong Roussillon, chỉ có một thiểu số người Catala thuộc Pháp nói được tiếng Catala ngày nay, với tiếng Pháp là ngôn ngữ chính cho người dân sau một quá trình chuyển đổi ngôn ngữ tiếp theo.